# Pelagosaurus typus
Pelagosaurus typus è un rettile acquatico estinto, affine ai coccodrilli. Visse nel Giurassico inferiore (Toarciano, circa 183 - 176 milioni di anni fa) e i suoi resti sono stati ritrovati in varie zone dell'Europa occidentale.

## Descrizione
Questo animale poteva raggiungere i tre metri di lunghezza, e si suppone che potesse arrivare a pesare 450 chilogrammi. Il corpo di Pelagosaurus era snello e allungato, così come il cranio, molto simile a quello dell'odierno gaviale del Gange. Le zampe erano corte (ancor più che nei coccodrilli attuali) e il paio anteriore, in particolare, era ridottissimo. È possibile che le zampe fossero palmate o avessero le dita riunite in una sorta di membrana. Sul corpo era presente una sorta di corazza costituita da elementi piatti ma larghi, appaiati lungo due file sul dorso.

## Scoperta e classificazione
Pelagosaurus typus fu descritto per la prima volta da Bronn nel 1841, sulla base di resti provenienti dalla Normandia. In ogni caso, l'olotipo su cui è basata la specie proviene dalla regione del Somerset, in Inghilterra, a nord della città di Ilminster. Numerosi fossili di Pelagosaurus furono ritrovati in quell'area, anche se successivamente i resti di questo animale (compresi scheletri articolati e crani) sono stati rinvenuti in grande quantità anche in varie zone della Francia e della Germania.

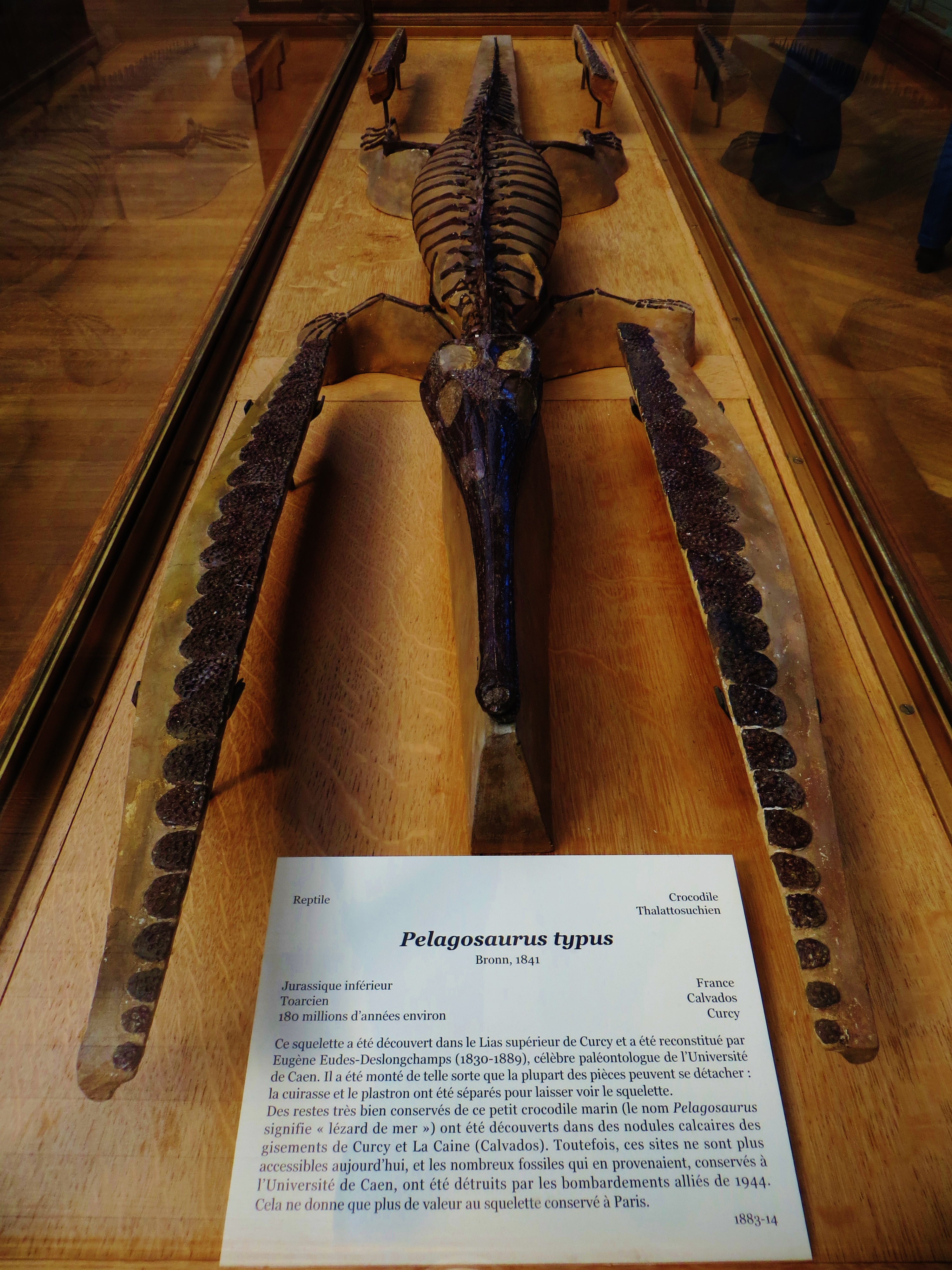
Scheletro di Pelagosaurus typus

Gli esemplari del Somerset provengono quasi tutti dalla cava Strawberry Bank, successivamente chiusa nonostante vi si trovassero ancora ottimi fossili. Uno dei fossili più interessanti è un esemplare giovanile, che permette di indagare l'ontogenesi di Pelagosaurus.
Le parentele di Pelagosaurus sono state discusse a lungo e hanno portato, nel corso degli anni, a diverse interpretazioni. Classicamente (da Eudes-Deslongchamps e in seguito da Westphal e da Duffin) è stato ritenuto un rappresentante dei teleosauridi, un gruppo di crocodilomorfi marini dai crani allungati e dalle zampe ancora simili a quelle degli animali terrestri. Altri autori (ad esempio Buffetaut) lo avvicinano invece ai metriorinchidi, crocodilomorfi più specializzati per il nuoto in mare aperto.
Analisi filogenetiche più recenti hanno ipotizzato che Pelagosaurus fosse un membro basale del gruppo dei talattosuchi, originatosi prima della separazione tra teleosauridi e metriorinchidi (Benton e Clark, 1988; Clark, 1994); Buckley et al., 2000). Ulteriori analisi filogenetiche, però, sembrerebbero confermare il suo stato di teleosauride basale (Mueller-Töwe, 2005; Gasparini et al., 2006; Young, 2007).

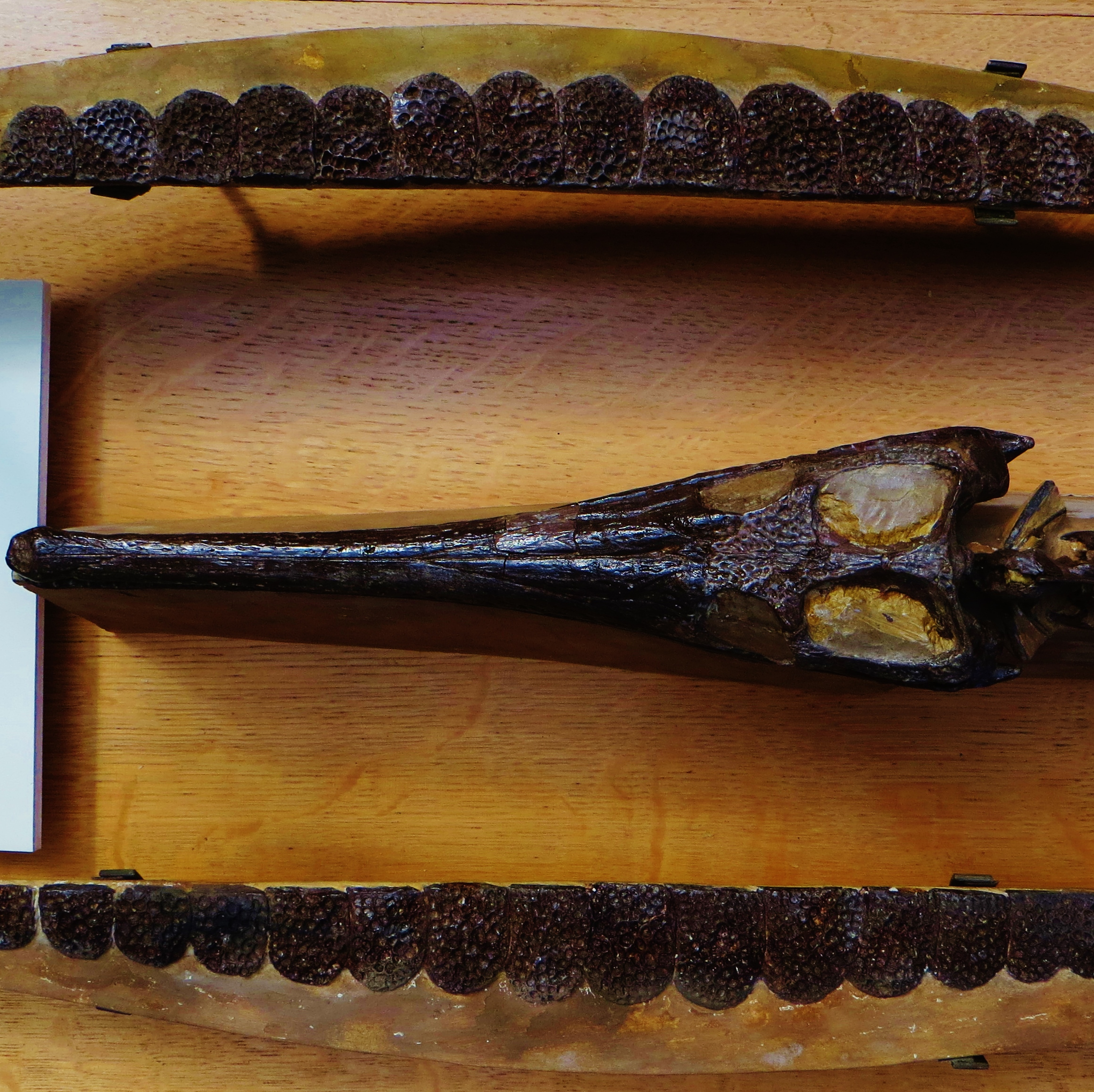
Cranio e corazza di Pelagosaurus typus

## Paleobiologia
Pelagosaurus era ben adattato a uno stile di vita acquatico: il muso allungato e sottile, una coda appiattita lateralmente e zampe simili a remi aiutavano l'animale a spingersi nelle acque calde e basse dei mari vicino alle coste. I 30 denti su ogni ramo di mascella e mandibola erano ideali per cacciare e intrappolare prede come pesci e crostacei; un esemplare di Pelagosaurus reca al suo interno i fossili di un pesce osseo primitivo, forse Leptolepis. La forma del corpo di Pelagosaurus suggerisce che questo animale fosse un cacciatore che inseguiva le prede, più che uno spazzino o un predatore d'agguato. Pelagosaurus era molto simile agli attuali coccodrilli e potrebbe essersi mosso in maniera simile, spostando la coda lateralmente; la struttura delle sue vertebre, tuttavia, doveva renderlo un animale più agile, e gli permetteva un maggior movimento in acqua rispetto ai suoi parenti attuali. È possibile che Pelagosaurus si spostasse sulla riva solo per deporre le uova o per riposarsi, e passasse il resto del tempo in acqua.

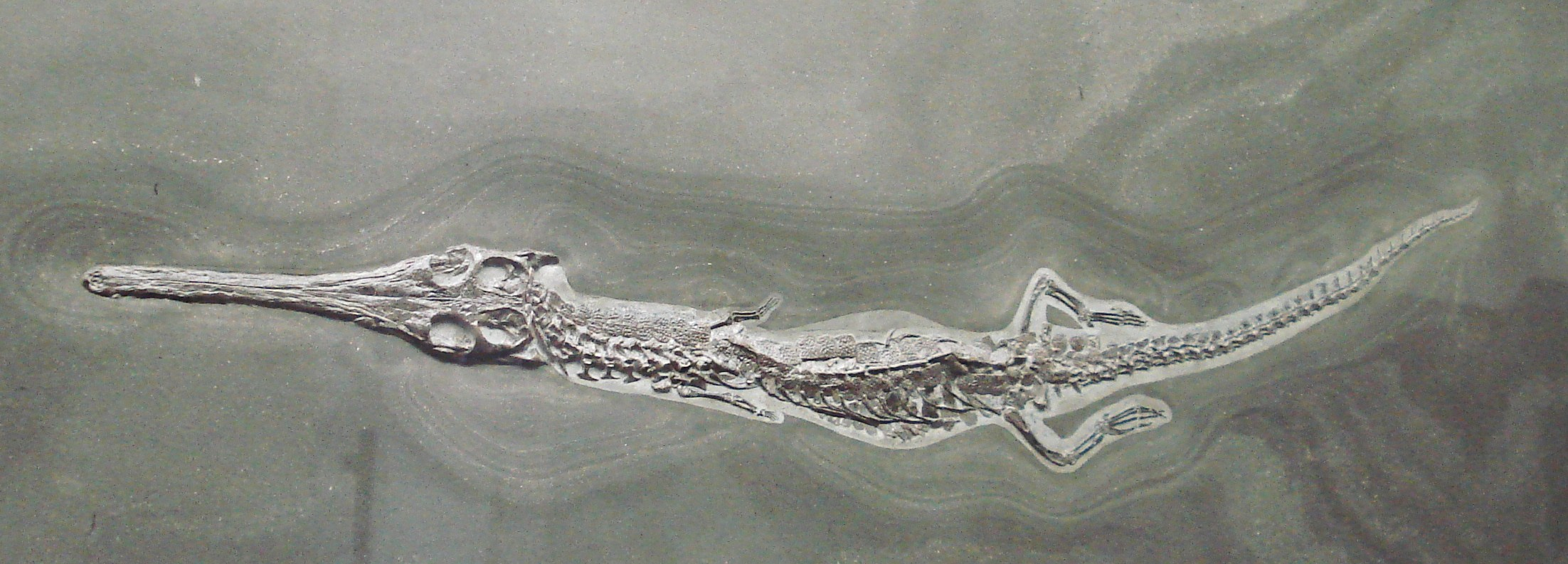
Scheletro di Pelagosaurus typus proveniente da Holzmaden